# Ammoecius eli
Ammoecius eli är en skalbaggsart som beskrevs av Rudolph Petrovitz 1961. Ammoecius eli ingår i släktet Ammoecius och familjen Aphodiidae. Inga underarter finns listade i Catalogue of Life.